# Васильев, Евгений Сергеевич (предприниматель)
Евгений Сергеевич Васильев (род. 30 июля 1973, Ленинград) — российский предприниматель, деятель телекоммуникационной отрасли, генеральный директор ООО "МТТ Групп", бывший генеральный директор ОАО «Межрегиональный ТранзитТелеком» (МТТ). В 1996 г. с отличием окончил факультет автоматики и вычислительной техники (ФАВТ) Санкт-Петербургского государственного электротехнического университета (ЛЭТИ) по специальности «Инженер-системотехник». В этом же году получил степень МВА в бизнес-школе «ЛЭТИ-Лованиум».

## Карьера
Имеет обширный опыт работы в телекоммуникационных компаниях и отраслевых структурах. После окончания университета Евгений Васильев работал в компании «ПетерСтар», где последовательно занимал должности от специалиста по оборудованию УПАТС до начальника отдела планирования и развития.
В 2000 г. занял должность заместителя директора дивизиона фиксированной связи ОАО «Телекоминвест».
В 2002 г. стал директором по развитию ООО «ГРОС».
С августа 2003 г. — генеральный директор ЗАО «Нева Лайн».
С сентября 2004 г. — генеральный директор ЗАО «Петербург Транзит Телеком».
В апреле 2006 г. назначен на должность заместителя директора Департамента государственной политики в области инфокоммуникационных технологий (ДИКТ) Мининформсвязи РФ, а с июня 2006 г. по июнь 2008 г. возглавил ДИКТ Мининформсвязи РФ.
С сентября 2008 г. — генеральный директор ЗАО «ПетерСтар». С июня 2010 г. совмещал эту должность с позицией первого заместителя директора Северо-Западного филиала ОАО «МегаФон» по фиксированной связи.
С декабря 2010 года — генеральный директор ОАО «МТТ».
С апреля 2013 года — генеральный директор «МТТ Групп». Совмещает с должностью генерального директора ОАО «МТТ».
В апреле 2019 г. менеджеры ОАО «МТТ» совершили buy-out активов управляющей ГК ООО «МТТ Групп» у Alternativa Capital. В результате сделки Евгений Васильев и топ-менеджеры компании стали собственниками группы.

## Семья
Женат, воспитывает сына.

## Награды
- Почётная грамота Правительства Российской Федерации (6 апреля 2009) — за большой вклад в подготовку и проведение Года Российской Федерации в Китайской Народной Республике и Года Китайской Народной Республики в Российской Федерации[7].